# Rotaugenvireo
Der  Rotaugenvireo (Vireo olivaceus) ist ein amerikanischer Singvogel der Vireofamilie. Zwei Unterarten, darunter die Nominatform kommen in Nordamerika vor, etwa weitere zehn Unterarten leben in Mittel- und Südamerika. Er ist einer der häufigsten Waldvogelarten Nordamerikas. Laut Guinness-Buch der Rekorde ist es der Vogel, der die meisten verschiedenen Lieder singt, teilweise über 2.000 unterschiedliche pro Stunde.
In Europa ist der Rotaugenvireo ein seltener Gastvogel. Seit den 1970er Jahren wird er jedoch in Großbritannien und Irland alljährlich nachgewiesen und ist dort die häufigste nearktische Singvogelart, die dort zu beobachten ist. In Mitteleuropa stellt er einen Ausnahmegast dar, der bislang nur wenige Male sicher nachgewiesen werden konnte.

## Merkmale
Der 12,5 Zentimeter lange Rotaugenvireo hat einen hellgrauen Scheitel, einen etwas dunkleren Rücken, einen weißen Überaugenstreif, eine weiße Unterseite, einen dunklen Augenstreif und  markante rote Augen.
Der Ruf besteht aus einem zwei bis dreisilbigen tschi-wit. Der Gesang besteht aus einer Folge kurzer Strophen und ist ein zwitscherndes tschiwiwi, tschirrtschirr.

## Vorkommen

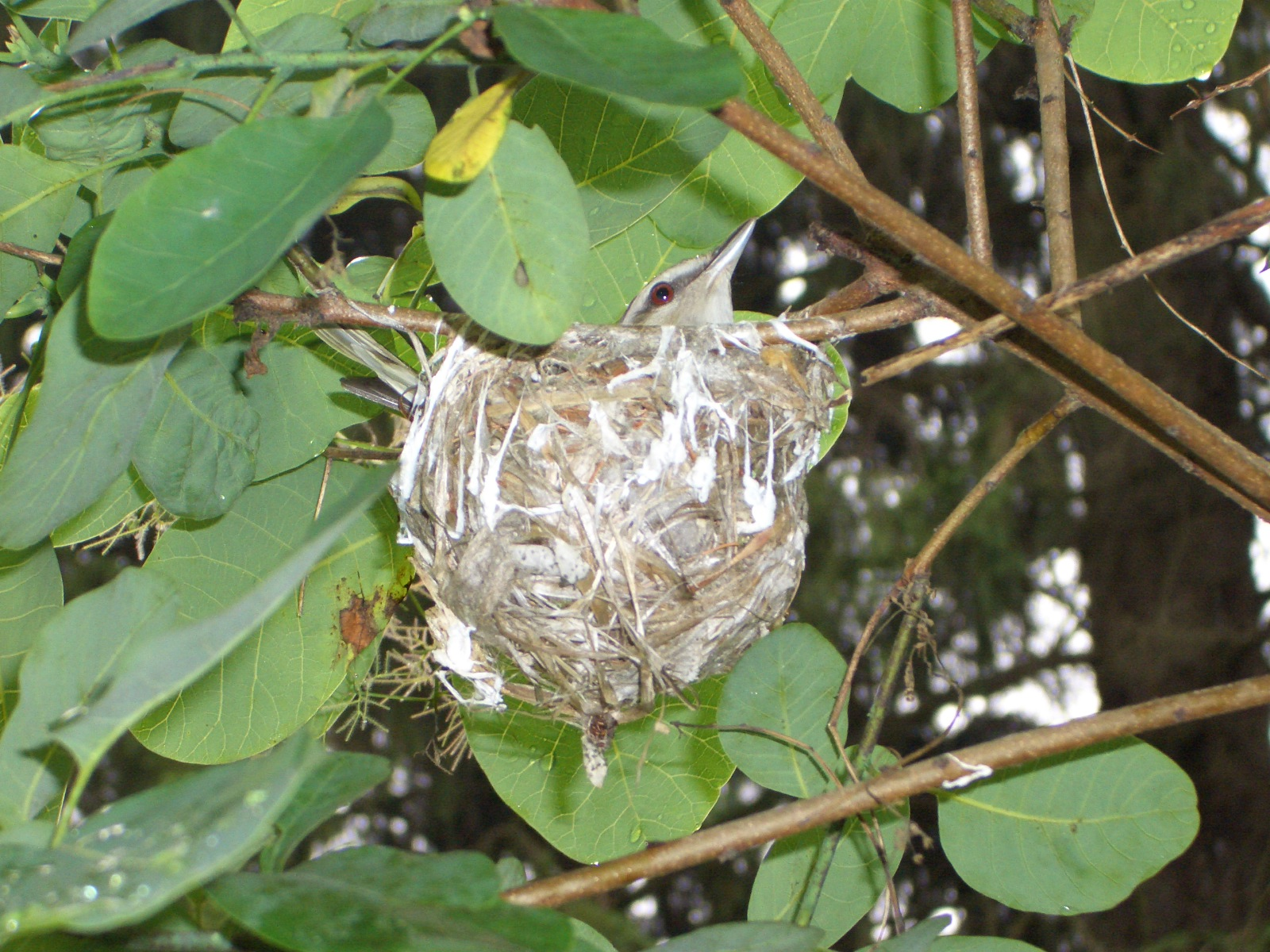
Nest des Rotaugenvireos

Der Rotaugenvireo ist ein nearktisch und neotropisch verbreiteter Brutvogel der borealen, nemoralen und subtropischen Zone von Nordamerika bis in die Mitte Südamerikas.  
Der Vogel brütet in Wäldern und lichten Waldlandschaften in weiten Teilen Kanadas und den Vereinigten Staaten. Zum Überwintern zieht er in den Süden bis nach Uruguay.

## Verhalten
Der  Rotaugenvireo verbirgt sich in Baumkronen, fällt aber während der Brutzeit durch seinen Gesang auf. Im Herbst und Winter ernährt sich der Vogel von Früchten und Beeren, während der meisten Zeit des Jahres vorwiegend von Insekten. 

## Fortpflanzung

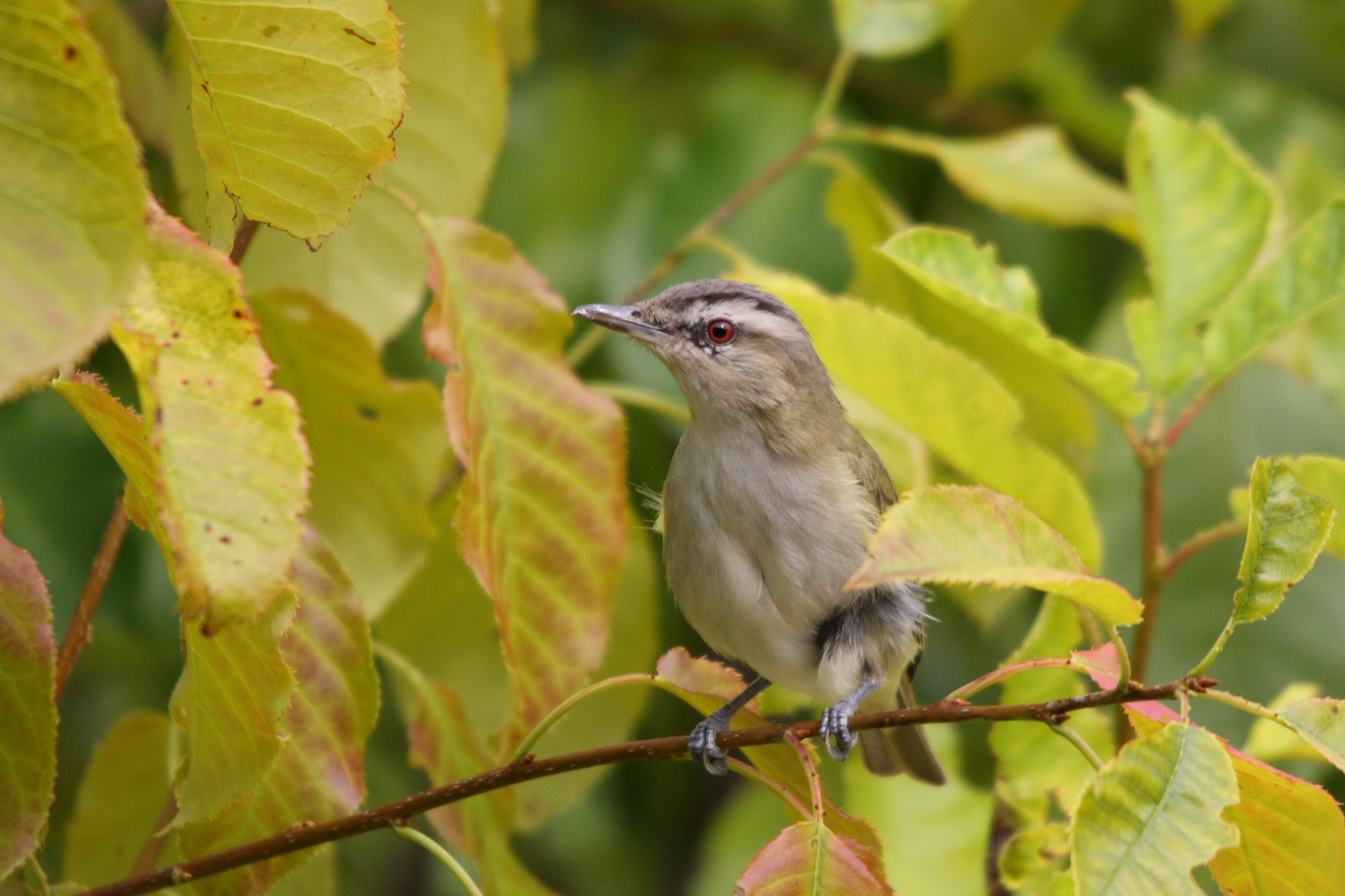

Das Nest ist ein kompliziert geflochtenes Gebilde aus pflanzlichen Materialien und Spinnweben, das mit Tierhaaren und Gräsern ausgepolstert und an einem Ast aufgehängt wird. Das Gelege umfasst ein bis fünf Eier. Der Rotaugenvireo leidet unter Brutparasitismus durch den Braunkopf-Kuhstärling und den Seidenkuhstärling.

## Belege

### Einzelbelege
1. ↑  Guinness World Records 2011, S. 63
2. ↑   Bauer et al., S. 24